# Here (Alicia Keys)
Here (vertaling: "Hier") is het zesde studioalbum van de Amerikaanse zangeres Alicia Keys, dat door RCA Records werd uitgebracht op 4 november 2016. De eerste officiële single voor het album, "Blended Family (What You Do for Love)", werd uitgebracht op 7 oktober 2016. Twee singles die Keys eerder in 2016 heeft uitgebracht, "In Common" en "Hallelujah", staan op de Deluxe editie van het album.
In 2017 stond Alicia Keys haar plaats op het hoofdpodium van het Rock in Rio festival af aan de inheemse Sônia Guajajara om het publiek toe te spreken over de landroof in het Amazonegebied. De toespraak vond plaats tijdens de uitvoering van het nummer "Kill Your Mama", waarin juist de verwoesting van het milieu aan de orde komt.

## Afspeellijst
| Nr. | Titel                                                   | Schrijver(s) | Duur |
| --- | ------------------------------------------------------- | --- | ---- |
| 1.  | The beginning (intro)                                   | |      |
| 2.  | The gospel                                              | |      |
| 3.  | Pawn it all                                             | |      |
| 4.  | Elaine Brown (interlude)                                | |      |
| 5.  | Kill your mama                                          | |      |
| 6.  | She don't really care                                   | |      |
| 7.  | Elevate (interlude)                                     | |      |
| 8.  | Illusion of bliss                                       | |      |
| 9.  | Blended family (What you do for love) (met ASAP Rocky)' | John Houser · John Bush · Brandon Aly · Latisha Hyman · Dave Cuncio · Kenneth Withrow · Edie Brickell · Alicia Keys · Rakim Mayers | 3:33 |
| 10. | Work on it                                              | |      |
| 11. | Cocoa butter (interlude)                                | |      |
| 12. | Girl can't be herself                                   | |      |
| 13. | You glow (interlude)                                    | |      |
| 14. | More than we know                                       | |      |
| 15. | Where do we begin now                                   | |      |
| 16. | Holy war                                                | Keys · Carlo Montagnese · Billy Walsh                                                                                              | 4:22 |

| Nr. | Titel      | Schrijver(s)                            | Duur |
| --- | ---------- | --------------------------------------- | ---- |
| 17. | Hallelujah | Keys · Jimmy Napes                      | 3:09 |
| 18. | In common  | Keys · Montagnese · Tayla Parks · Walsh | 3:29 |